# Laloides pseudolus
Laloides pseudolus là một loài ruồi trong họ Asilidae. Laloides pseudolus được Osten-Sacken miêu tả năm 1882. Loài này phân bố ở miền Ấn Độ - Mã Lai.